# Alphonse Charles Wright
Pour les articles homonymes, voir Wright et Charles Wright.
Alphonse Charles Wright, né en 1981 à Boké, est un magistrat et homme politique guinéen. 
Il est nommé Garde des Sceaux, Ministre de la Justice et des droits de l'homme dans le Gouvernement Mohamed Béavogui du 8 juillet 2022,, puis dans celui de Bernard Goumou du 20 août 2022 au 19 février 2024.

## Biographie

### Enfance, éducation et débuts
Alphonse Charles Wright naît en 1981 à Boké en Basse guinée. Il est originaire de l'île de Fotoba située sur l’archipel des îles de Loos, une ancienne colonie du Royaume-Uni, d’où la consonance britannique de son nom, Wright,. Il fait études au lycée 2 août de Donka de Conakry. Après le Baccalauréat, il est orienté à l’Université Général Lansana Conté de Sonfonia pour des études de droit privé et obtient un diplôme de maîtrise.

### Carrière
Avant d'être nommé le 8 juillet 2022 Garde des Sceaux, Ministre de la Justice et des droits de l'homme en remplacement de Me Moriba Alain Koné, il obtient le concours pour le recrutement des magistrats, organisé sous le régime d'Alpha Condé, en 2013, occupe plusieurs postes au sein de l'appareil judiciaire guinéen, notamment juge d'instruction auprès de la justice de paix de Macenta, du tribunal de première instance de Kankan; de Kaloum, juge de siège auprès du tribunal de première instance de Dixinn, président par intérim de la justice de paix de Coyah et procureur général près la Cour d’appel de Conakry.
Le 16 septembre 2022, il annonce la tenue du procès du massacre du 28 septembre 2009.
Le 23 janvier 2024, il devient ministre d'Etat.
Le 19 février 2024, le gouvernement Bernard Goumou dont il est membre est dissout par le Comité national du rassemblement pour le développement (CNRD).